# سینا گریس
سینا گریس (زادهٔ ۳ اوت ۱۹۸۶) نویسنده، هنرمند، خاطره‌نویس و شخصیت رسانه‌های اجتماعی آمریکایی است. او برای نوشتن و طراحی برای ناشران مختلف از جمله دی‌سی کامیکس، مارول کامیکس، ایمیج کامیکس و رونق! استودیوها شناخته شده‌است.
گریس در ۳ اوت ۱۹۸۶ در لس آنجلس، کالیفرنیا به دنیا آمد و در سانتا مونیکا بزرگ شد. گریس در دوران دبستان تصمیم گرفت در کتاب‌های مصور حرفه‌ای کند، زمانی که داستان‌های بتمن را کپی می‌کرد و خودش روی کاغذ چاپگر می‌کشید. گریس اشتیاق خود را به کتاب‌های کمیک در سراسر دبیرستان گسترش داد و پس از مدرسه قبل از ثبت نام در دانشگاه کالیفرنیا-سانتا کروز، در رشته نویسندگی خلاق، در کمیک‌های برتر گاو کارآموزی کرد.

## کتابشناسی - فهرست کتب

### کمیک Skybound
- مردگان متحرک #۷۹–۱۰۲ (۲۰۱۰–۲۰۱۲)، سردبیر
- شکست ناپذیر #۷۰–۹۲ (۲۰۱۰–۲۰۱۲)، ویراستار
- Super Dinosaur #1–10 (2010–2012)، ویراستار
- جادوگر شماره ۱–۶ (۲۰۱۰–۲۰۱۲)، ویراستار
- Guarding The Globe #1–6 (2010–2012)، سردبیر
- Thief of Thieves #1–9 (2010–2012)، سردبیر

### کمیک‌های تصویری
- Li'l Depressed Boy #1-21 (2011–Current)، هنرمند
- نه کیف من تک شات (۲۰۱۲)، نویسنده و هنرمند
- Burn The Orphanage (2013–2014)، نویسنده و هنرمند
- خود شیفته (۲۰۱۴)، نویسنده و هنرمند
- پنی دورا و جعبه آرزوها شماره ۱-5 (2015)، هنرمند
- Nothing Lasts Forever (2017)، نویسنده و هنرمند

### کمیک
- نویسنده، هنرمند ویژه بیست و پنجمین سالگرد پاور رنجرز (۲۰۱۸)
- برو برو پاور رنجرز #21–Current (2019–Current)، نویسنده مشترک
- Ghosted in LA #1–Current (2019–Current)، نویسنده

### IDW
- Jem and the Holograms IDW 20/20 One-Shot (2019)، نویسنده
- Jem and the Holograms: Dimensions #4 (2018)، نویسنده